# Rieden (Suiza)
Rieden es una comuna suiza del cantón de San Galo, ubicada en el distrito de See-Gaster. Limita al norte con la comuna de Gommiswald, al este con Ebnat-Kappel, y al sur y oeste con Kaltbrunn.